# Alex Diniz
Alex Diniz, es un ciclista brasileño, nacido el 20 de octubre de 1985 en Recife (Pernambuco). Actualmente corre por el equipo Funvic-São José dos Campos.

## Biografía
En 2006 y con 20 años se convirtió en el ciclista más joven en ganar la Vuelta de San Pablo. Al año siguiente pasó al equipo Scott-Marcondes César-São José dos Campos donde ganó 2 etapas y la general del Tour de Santa Catarina.
En 2009 pasó al Fapi-Funvic-Pindamonhangaba donde en abril ganó el Tour de Santa Catarina por segunda vez, pero en octubre fue revelado que durante la carrera había dado un control antidopaje positivo de EPO. Diniz fue suspendido 2 años y le fueron retirados todos los resultados desde la fecha del control, perdiendo ese 2º Tour de Santa Catarina.
Retornó en 2011, compitiendo por el Padaria Real-Caloi-Sorocaba. Al año siguiente continuó en el equipo (llamado Real Cycling Team) y ganó el Giro del Interior de San Pablo, una etapa del Tour de Brasil/Vuelta de San Pablo y fue 2º en el Tour de Río.
A fines de 2012 el equipo Real desapareció y Diniz se unió al Funvic Brasilinvest-São José dos Campos para 2013, donde en enero, ganó una etapa y fue tercero en la clasificación general del Tour de San Luis. 
El 28 de marzo de 2017 se informó que dio valores anormales en su pasaporte biológico aunque no fue capturado con sustancias prohibidas.

## Palmarés
2006
- Vuelta del Estado de San Pablo, más 1 etapa
- 3º en el Campeonato Panamericano en Ruta

2007
- Tour de Santa Catarina, más 2 etapas

2012
- 1 etapa del Tour de Brasil/Vuelta del Estado de San Pablo

2013
- 1 etapa del Tour de San Luis
- 2º en el Campeonato de Brasil en Ruta